# Jardin Keitaku

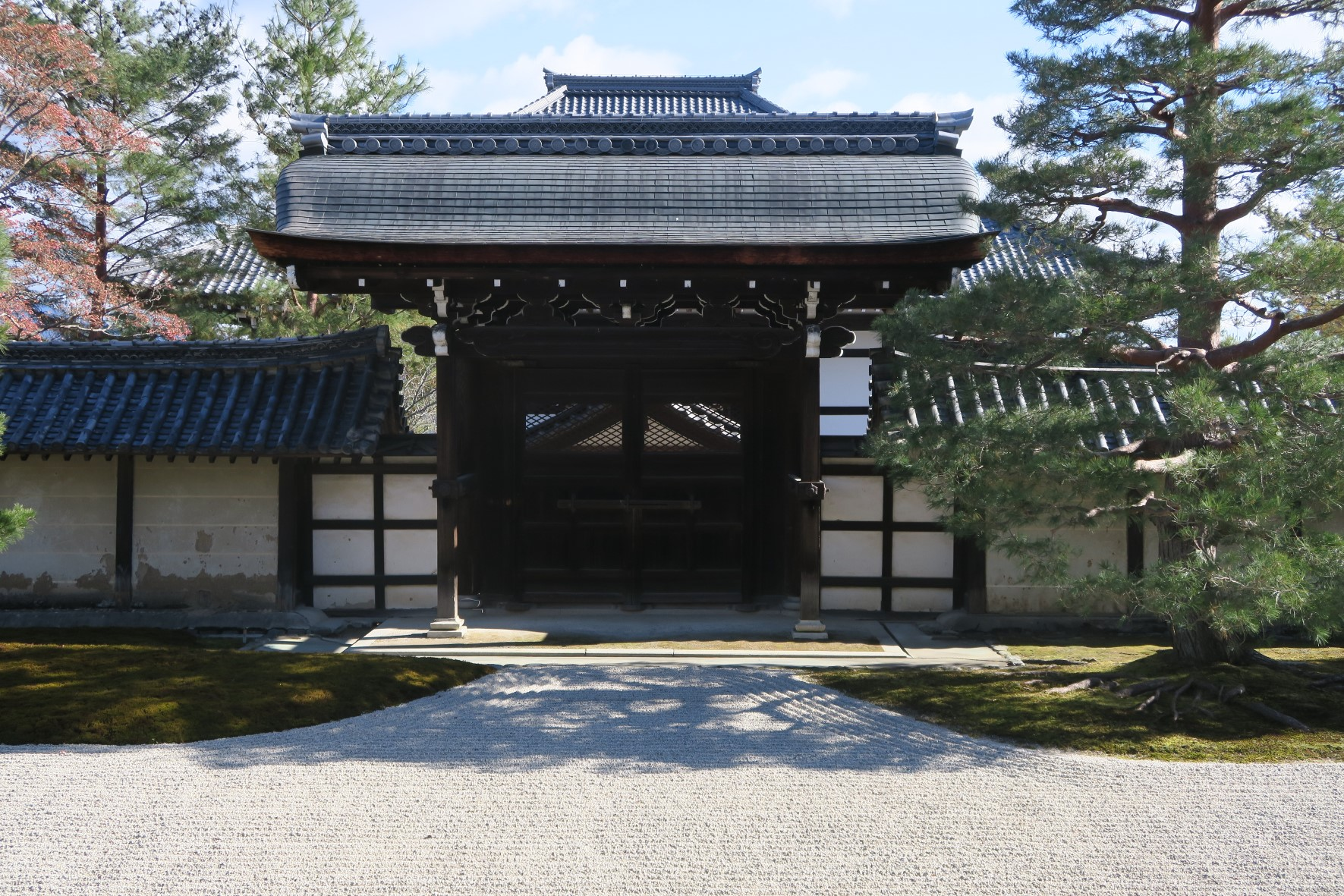
Porte Fujita donnant accès au Keitaku-en.

Le jardin Keitaku (慶沢園, Keitaku-en) est un petit parc dans l'arrondissement Tennōji-ku à Osaka. Il était autrefois propriété de la famille Sumitomo.

## Caractéristiques
Sumitomo Tomoito (住友友純, 1865-1926), quinzième représentant de la famille Sumitomo, a fait aménager le jardin sur la petite hauteur dite Cha'usu (茶臼山), à Osaka. Ogawa Jihē (小川治兵衛, 1860-1933), un célèbre paysagiste de son temps, fut chargé de cette réalisation.
Le jardin, disposé autour d'un grand étang, est une version moderne d'un classique jardin changeant (回遊式, Kaiyū-shiki). Dans le nord, on trouve une petite cascade ; au sud de l’étang qui contient quelques ilots s'étend une plage de gravier (州浜, suhama). À deux endroits, on trouve des ruisseaux enjambés par des ponts en pierre (切石橋, kiri-ishibashi).
Outre l'accès au parc du côté sud-est, il y a une porte (fermée) au sud-ouest, porte qui appartenait à une résidence Fujita. Un pavillon sur la rive est de l’étang, nommé Azumaya ((四阿), invite au repos. Sur le côté ouest se trouve un pavillon pour la cérémonie du thé, nommé Chōsei-an (長生庵), ou « pavillon de la Longue Vie ».
Avec sa végétation d'arbres, pruniers, cerisiers et érables, complétés par des azalées, des iris et des nénuphars, le jardin est coloré en toute saison.

## Galerie d'images

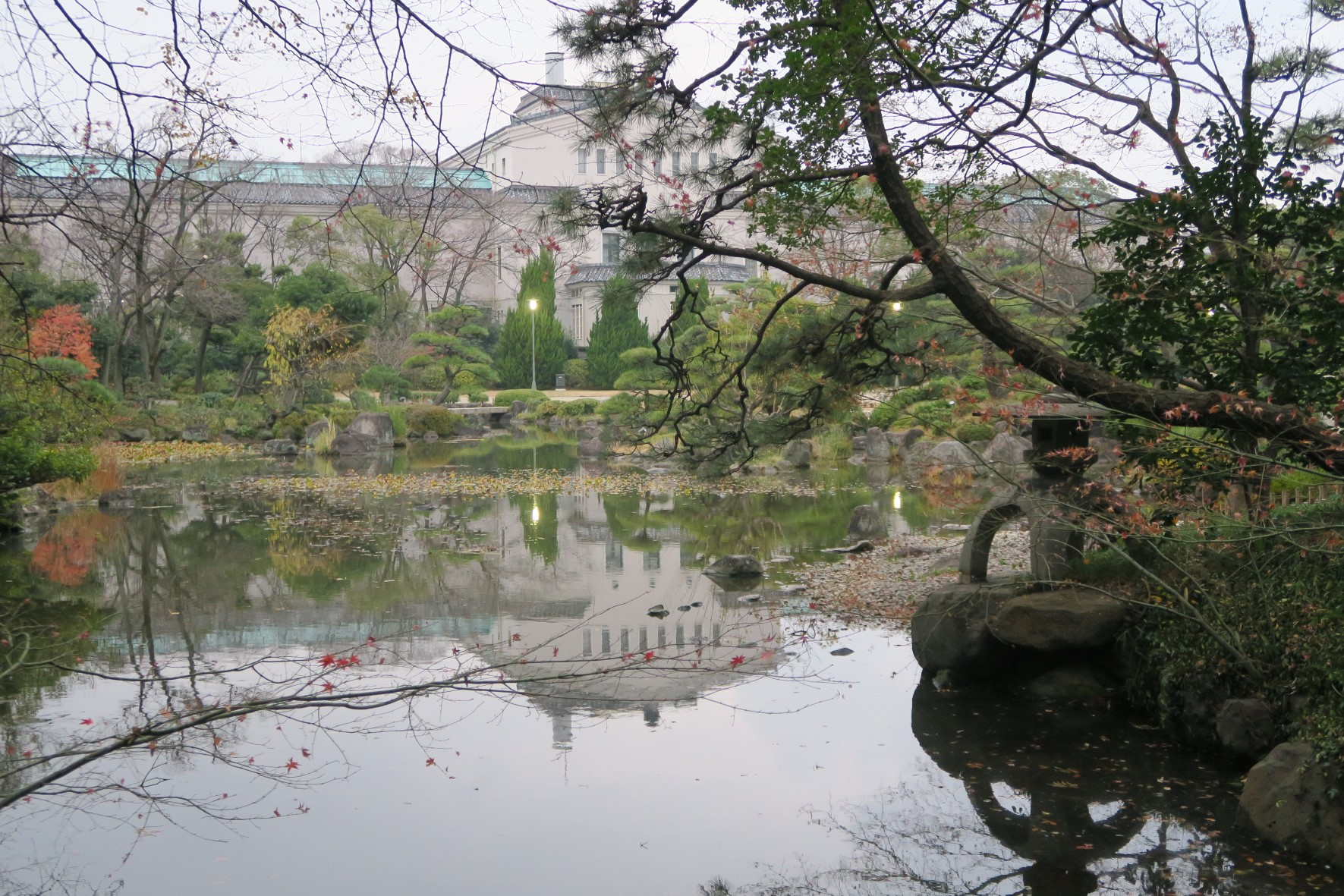
Vue sur le musée municipal des Beaux-Arts d'Osaka.
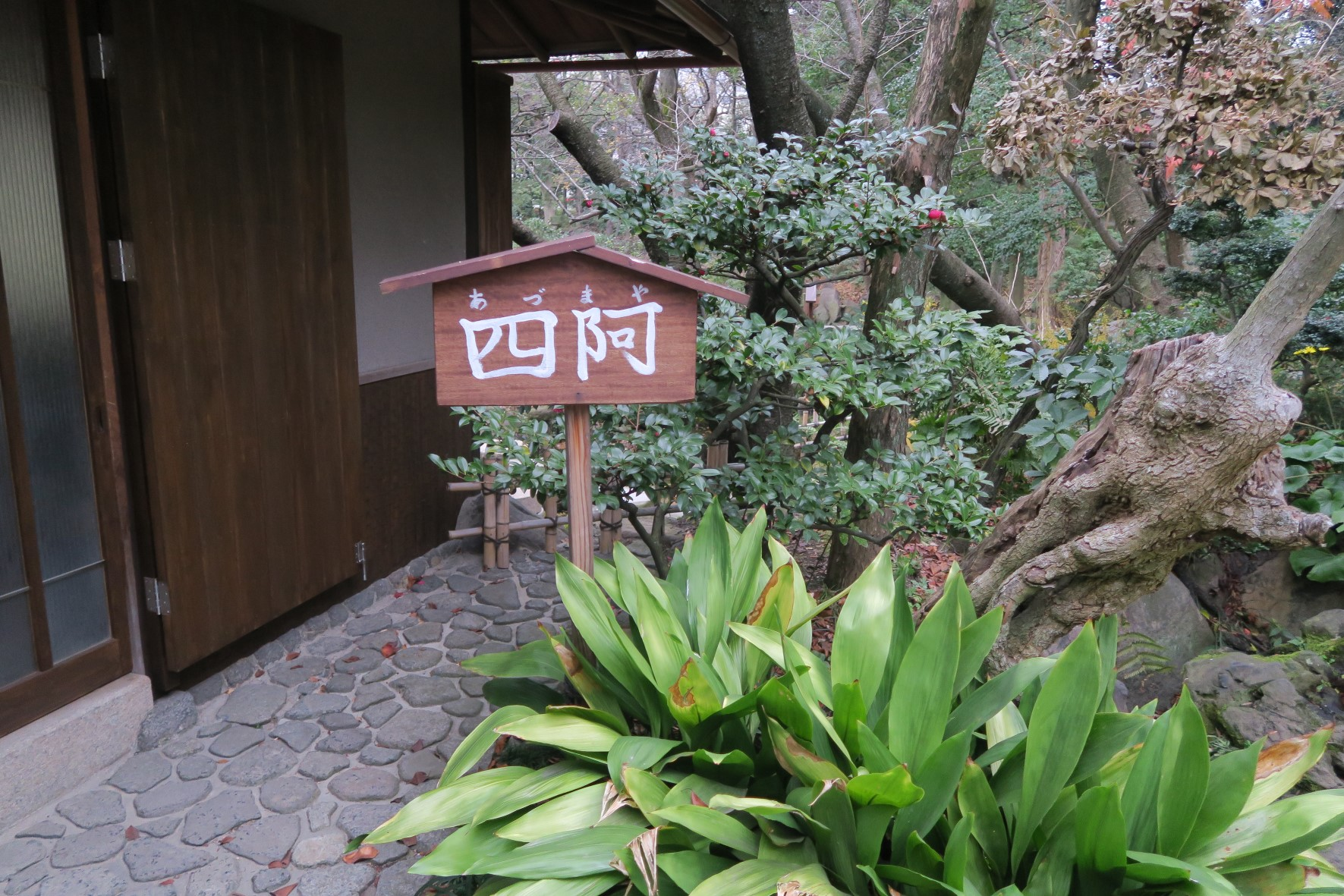
Pavillon dans le jardin.
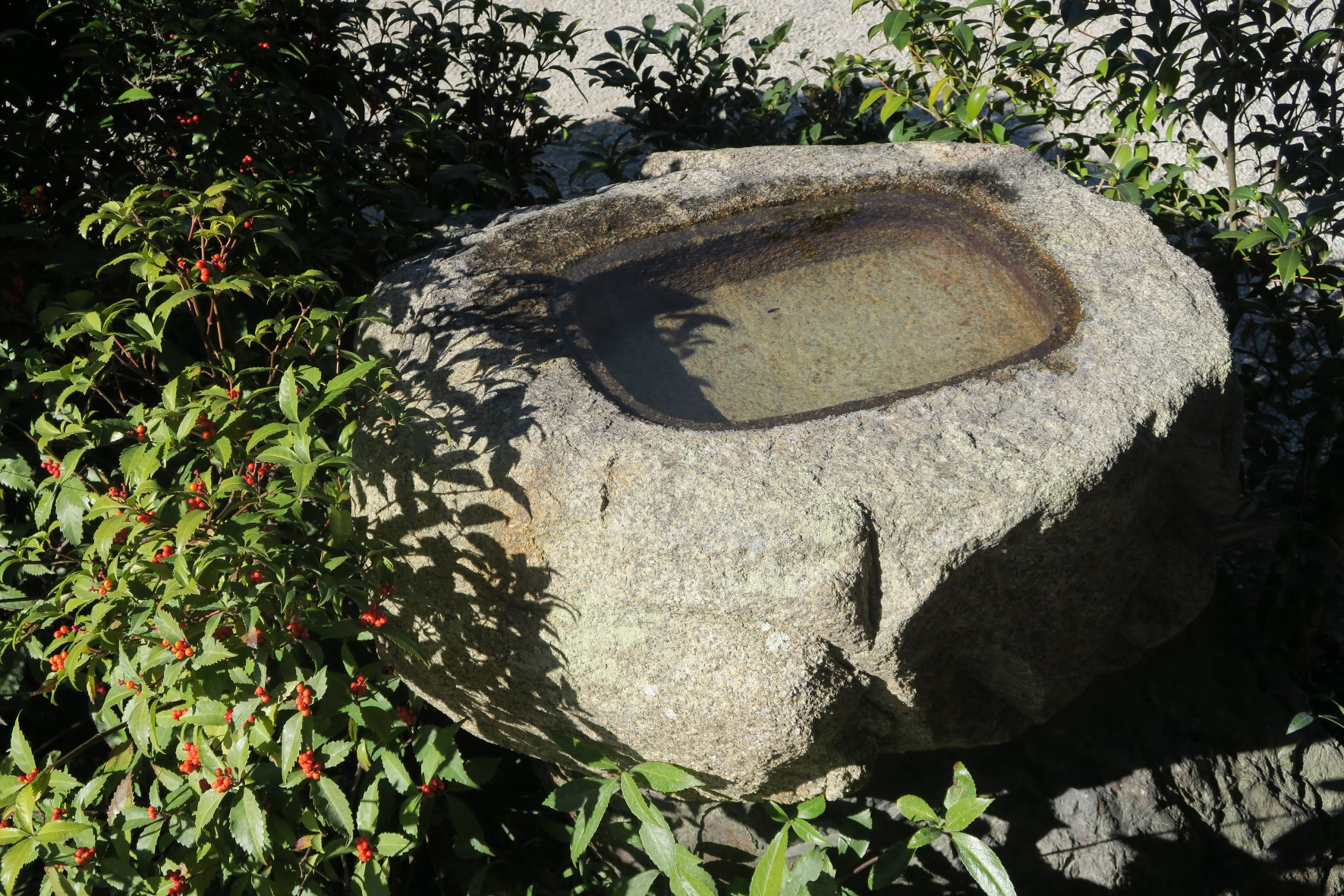
Bassin.
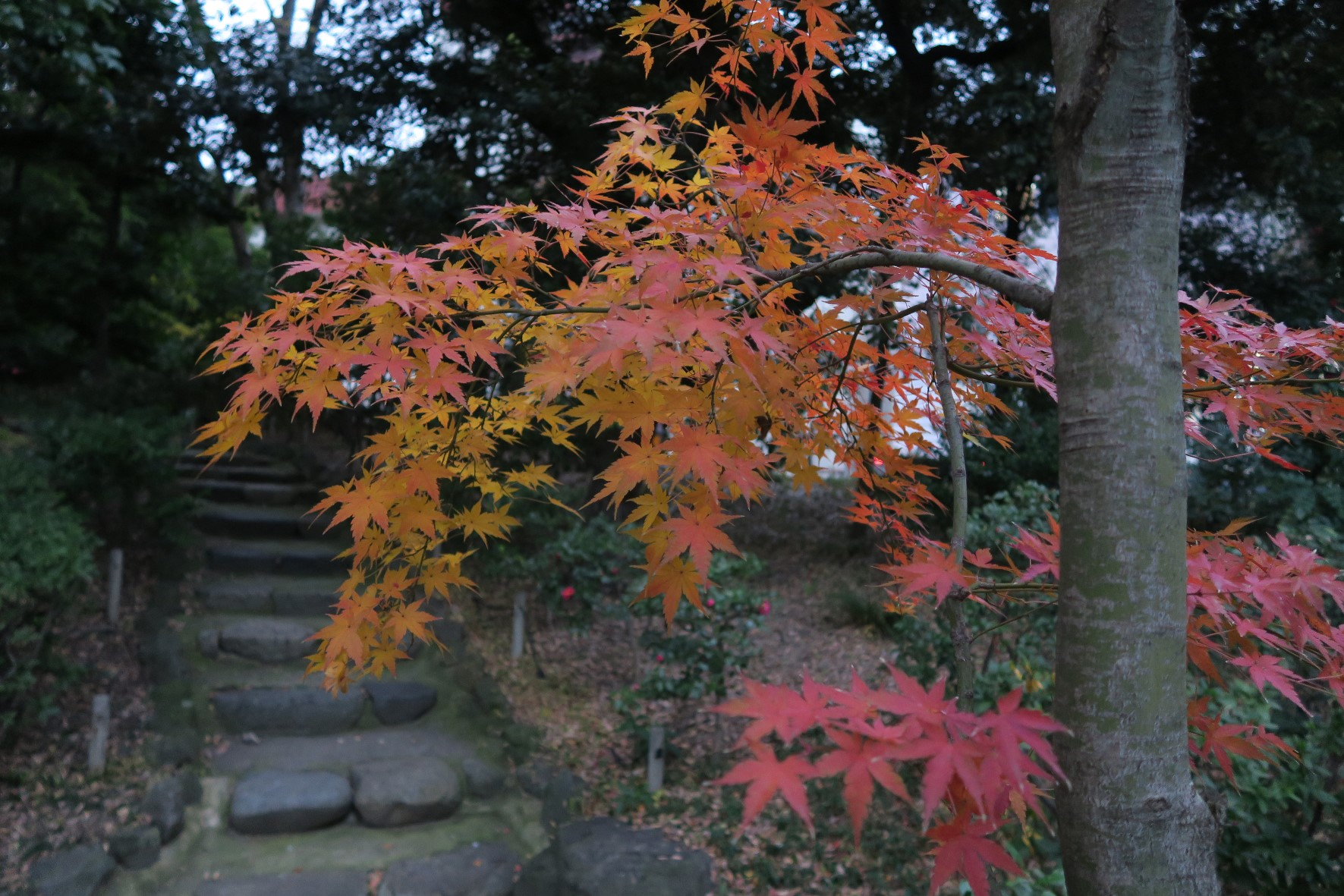
Érables.
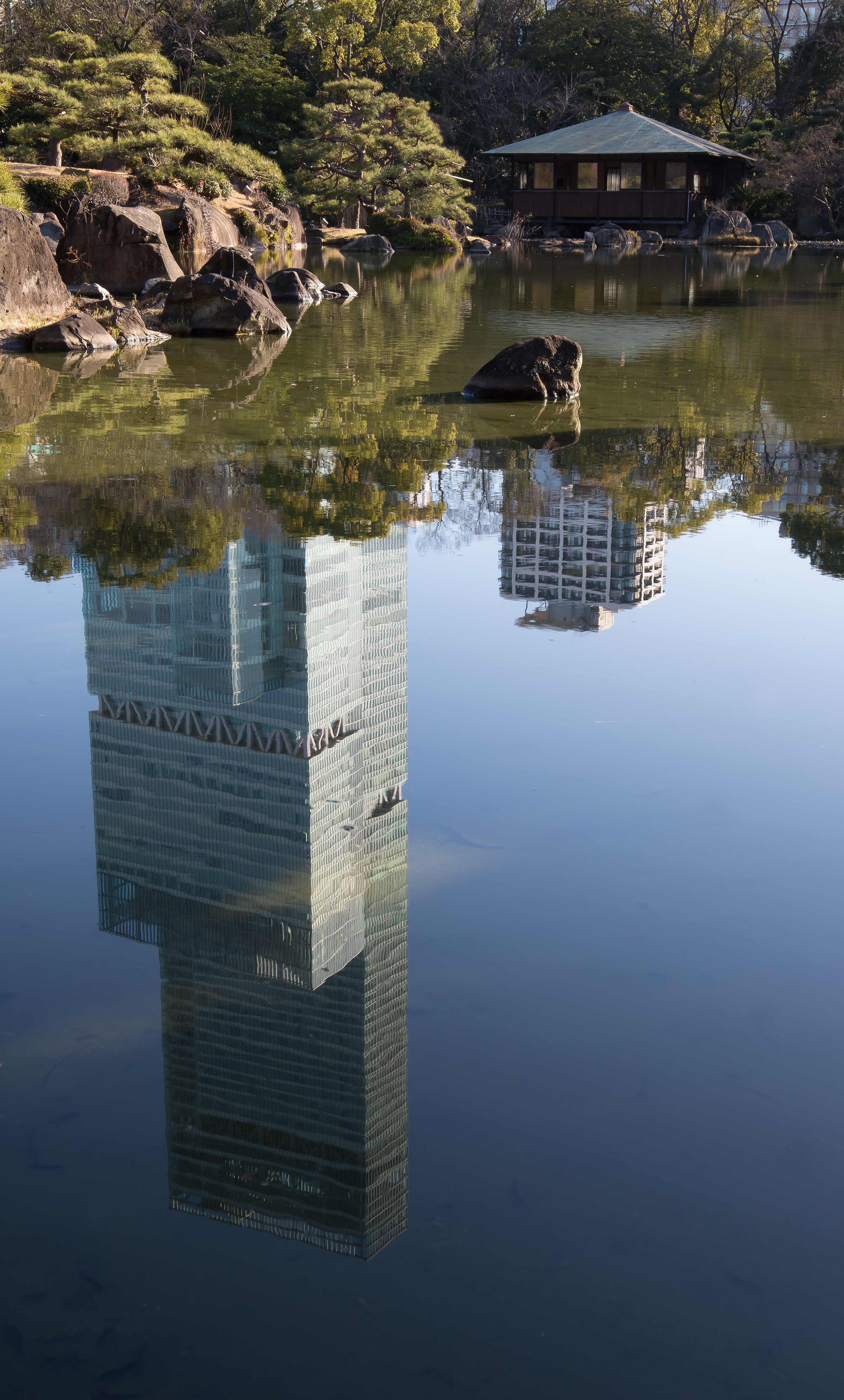
L'Abeno Harukas se reflète dans l’étang du jardin, à proximité d'un gazébo.